# Stejnopohlavní manželství v Lucembursku
Stejnopohlavní manželství je v Lucembursku legální od 1. ledna 2015. Návrh zákona o legalizaci takových sňatků přijala Poslanecká sněmovna 18. června 2014. Již předtím mohly od r. 2004 homosexuální páry uzavírat registrované partnerství.

## Historie

### Registrované partnerství
7. prosince 1995 předložila poslankyně Lydie Errová návrh zákona o "svobodných svazcích" (union libre). Její strana LSAP tvořila část vlády Junckera-Poose spolu s CSV. Návrh zákona o stejnopohlavním manželství předložila 9. května 1996 poslankyně Renné Wegenerová za opoziční Zelené. K oběma návrhům nezaujala až dokonce své existence 13. června 2000 Státní rada žádné stanovisko.
Vláda Junckera-Polfera skládající se z koalice Křesťanskosociální lidové strany (CSV) a Demokratické strany zpracovala a schválila návrh zákona o registrovaném partnerství 26. dubna 2002. Státní rada návrh kritizovala pro jeho napodobování francouzského paktu solidarity, který podle nich negarantoval takovou rovnoprávnost jako belgické statutární soužití. Mimo jiné doporučovala legalizaci sňatků, zvlášť poté, co se takovému kroku odhodlala i sousední Belgie.
O vládním návrhu spolu se dvěma předchozími návrhy byla vedená debata a závěrečné hlasování 12. května 2004. Poslanecká sněmovna návrh zákona o registrovaném partnerství schválila s 33 kladnými hlasy (z obou vládnoucích stran), 7 negativními hlasy (Alternativní demokratická strana reformy - ADR) a 20 zdrženími se (LSAP, Zelení a Levice), zatímco návrhy o svobodných svazcích a stejnopohlavním manželství odmítala se dvěma vládnoucími stranami hlasujícími proti, opozičními stranami hlasujícími pro (vyjma ADR, která hlasovala proti stejnopohlavnímu manželství).
Zákon o registrovaném partnerství byl podepsán 9. července 2004 a účinnosti nabyl k 1. listopadu 2004. Registrované partnerství založené na francouzském modelu je přístupné jak homoexuálním, tak i heterosexuálním párům. Zákon garantuje párům žijícím v něm většinu manželských práv a povinností v oblasti sociální a daňové, ale ne všechny. Neumožňuje například společné osvojení dětí..

### Stejnopohlavní manželství
Vládnoucí Křesťanskosociální strana lidová až do r. 2009 stejnopohlavní manželství odmítala, ačkoliv jej premiér pocházející ze stejné strany osobně podporoval. V červenci 2007 byl pokus o legalizaci stejnopohlavního manželství zamítnut parlamentem v poměru hlasů 38:22.
V červenci 2009 oznámila nově vzniklá vláda Junckera-Asselborna záměr legalizovat stejnopohlavní manželství. Během debaty uskutečněné 19. ledna 2010 řekl ministr spravedlnosti François Biltgen, že zákon o stejnopohlavním manželství bez možnosti adopce bude dokončen ještě před parlamentními prázdninami. 9. července 2010 vláda návrh přijala a předložila parlamentu.
V květnu 2012 byl návrh přepracován a hlasování odložené nejpozději na r. 2013. 27. listopadu 2012 zaujala k tomuto zákonu Státní rada negativní stanovisko, čímž přiměla parlament k debatě na téma, zda o něm vůbec hlasovat. Někteří členové Rady měli k návrhu odlišné stanovisko.
6. února 2013 se rozhodla Sněmovní komise pro právní záležitosti zvážit otázku zpřístupnění manželského institutu homosexuálním párům. 20. února se komise zpočátku rozhodla ustoupit od adopce pro homosexuální páry s tím, že společné osvojení zůstane přístupné pouze pro heterosexuální páry. 6. března 2013 ta samá komise své stanovisko přehodnotila. Nicméně 4. června se po druhém přezkumu rozhodla Rada států nepodpořit zákon, bude-li umožňovat osvojení i stejnopohlavním párům, které chtěla přiznávat pouze párům různopohlavním. 19. června 2013 se rozhodla Komise pro právní záležitosti odstranit ustanovení o rovných adopčních právech pro homosexuální páry. Návrh byl předložen parlamentu k hlasování na podzim 2013. Ke zpoždění došlo v důsledku nadcházejících říjnových voleb, které vyvoala rezignace lucemburské vlády.
V koaliční smlouvě nové vlády, v jejímž čele stál otevřeně homosexuální premiér Xavier Bettel, sepsané 4. prosince 2013 bylo zahrnuto manželství a plná adopční práva pro páry stejného pohlaví. Legalizace byla naplánována na první trimestr r. 2014.8. ledna 2014 oznámil ministr spravedlnosti Felix Braz, že by parlament měl rozhodnout o návrhu v létě 2014, a pokud projde, tak účinnosti nabyde koncem r. 2014.
19. března 2014 dokončila Sněmovní komise pro právní záležitosti svoji práci na zákoně o manželské reformě a poslala jej Státní radě, které své stanovisko vydala 20. května 2014. 28. května 2014 schválila návrh Komise pro právní záležitosti. Všechny politické strany, vyjma ADR, byly pro. 18. června 2014 byl návrh schválen Poslaneckou sněmovnou v poměru hlasů 56:4. 24. června 2014 jej podpořila i Rada států. 4. června byl návrh podpesán velkovévodou Jindřichem I. Ve Sbírce zákonů Velkovévodství Lucemburského byl zákon publikován 17. července 2014.

### Záznam hlasování Poslanecké sněmovny 18. červen 2014
| Strana                                    | Ano | Ne |
| ----------------------------------------- | --- | -- |
| Demokratická strana                       | 13  | 0  |
| Lucemburská socialistická dělnická strana | 13  | 0  |
| Zelení                                    | 6   | 0  |
| Křesťanskosociální lidová strana          | 22  | 1  |
| Alternativní demokratická strana reformy  | 0   | 3  |
| Levice                                    | 2   | 0  |
| Celkem                                    | 56  | 4  |

První homosexuální svatební obřad se odehrál hned 1. ledna 2015 na radnici v Differdange před starostou Robertem Traversini. Jednalo se o dva muže Messrse Henriho Lorenza Hubera a Jeana-Paula Olingera. 15. května 2015 si lucemburský premiér Xavier Bettel vzal svého partnera Gauthiera Desteney. Svatba proběhla soukromě v městské hale hlavního města. Bettell se tak stal první hlavou státu v EU a druhým předsedou vlády na světě, který uzavřel sňatek s osobou stejného pohlaví.
Poslanecká sněmovna zneplatnila petici za zrušení zákona o manželství, adopce a asistované reprodukce pro homosexuální páry. Nicméně 16. listopadu ji místní soudy uznaly za platnou.
7. července 2015 byl odmítnut návrh člena ADRP zorganizovat celonárodní referendum o manželství a adopci párů stejného pohlaví napříč celým politickým spektrem.
19. listopadu 2015 zpracovala vláda návrh zákona, který uznával stejnopohlavní manželství uzavřená v zahraničí před 1. lednem 2015. 19. dubna 2016 tento zákon schválila Poslanecká sněmovna v poměru hlasů 50:3. 3. května podpořila Státní rada rozhodnutí Sněmovny. Návrh podepsal vévoda 23. května. Publikován byl 1. června 2016.

#### Statistiky
V r. 2015 bylo v Lucembursku oddáno cca 120 stejnopohlavních párů. 49 z nich bylo v Lucemurku a 11 v Esch-sur-Alzette, což jsou dvě největší města v zemi. Páry stejného pohlaví tvoří přibližně 7 % všech uzavřených manželství.

## Veřejné mínění
Výzkum Angus Reid Global Monitor z r. 2006 shledal, že 58 % Lucemburčanů podporuje stejnopohlavní manželství.
Dubnový výzkum Polimonitoru z r. 2013 zpracovaný Luxemburger Wort a RTL shledal 83 % podporu stejnopohlavního manželství a 55 % homoparentálnímu osvojení.
Eurobarometrické šetření z r. 2015 shledalo, že 75 % Lucemburčanů podporuje myšlenku legalizace stejnopohlavního manželství napříč celou Evropou. 22 % bylo proti.